# Pavao Muhić
Pavao Muhić (Požega, 1. siječnja 1811. – Zagreb, 17. listopada 1897.) bio je hrvatski pravnik i političar, akademik.

## Životopis
Pavao Muhić je rođen 1812. godine u Požegi. Pravo je studirao u Zagrebu, a doktorirao je 1843. godine u Pešti. Od 1835. do 1850. godine predaje na Pravnome fakultetu Kraljevske akademije znanosti u Zagrebu. Nakon toga je profesor, te od 1850. do 1871. godine i ravnatelj Pravoslovne akademije.
Predavao je političku ekonomiju i financijske znanosti. Prema zabilješkama njegovih tadašnjih slušača njegova su predavanja bila podijeljena u četiri cjeline: Uvod, Politička ekonomija, Narodno gospodarska politika i Gospodarstvo javno (financije). Te cjeline su se u budućnosti osamostalile kao zasebne znanosti i posebne katedre fakulteta.
Od 1861. do 1866. godine zastupnik je u Hrvatskome saboru, a od 1872. do 1881. predstojnik je Odjela za bogoštovlje i nastavu Zemaljske vlade Hrvatske, Slavonije i Dalmacije.
Redoviti član Hrvatske akademije znanosti i umjetnosti postaje 1866. godine, a njezin predsjednik je od 1887. do 1890. godine.

## Vanjske poveznice
Mrežna mjesta
- Muhić, Pavao, Österreichisches Biographisches Lexikon